# Woodville (Maine)
Woodville – miasto w Stanach Zjednoczonych, w stanie Maine, w hrabstwie Penobscot.